# فيليبي نيري رودريغوس
فيليبي نيري رودريغوس هو سياسي هندي، ولد في 19 أكتوبر 1962 في Salcete taluka ‏ في الهند. نشط حزبياً في المؤتمر الوطني الهندي. وقد انتخب Member of the Goa Legislative Assembly ‏.